# Ferdinand Vilém Libštejnský z Kolovrat
Ferdinand Vilém Libštejnský z Kolovrat též z Kolowrat (německy Ferdinand Wilhelm von Kolowrat-Liebsteinsky, 18. září 1581, Innsbruck – 22. září 1639, Praha, či Ubelli) byl český šlechtic z rodu Libštejnských Kolovratů.

## Život
Ferdinand Vilém se narodil v Tyrolsku jako syn Jana Libštejnského z Kolovrat (1550–1616) a jeho manželky Kateřiny svobodné paní z Bayrsbergu (1562–1618) na dvoře arcivévody Ferdinanda, s nímž byla rodina Kolovratů sešvagřena skrze manželství Albrechta VI. s Reginou Welserovou. Měl bratra Albrechta Libštejnského z Kolovrat (1583–1648), který byl místokancléřem Českého království a sestru Benignu Kateřinu, provdanou z Lobkovic.
Po návratu do Čech Ferdinand Vilém vystudoval na Pražské univerzitě a poté z vlastního přesvědčení roku 1601 vstoupil do jezuitského řádu. Jako jezuita několik let vyučoval filosofii v Rakousku a poté se vrátil do Čech a dalších 20 let působil jako kazatel v Praze a Olomouci.
Ferdinand Vilém se těšil vynikající pověsti jako teologický disputátor a o své disputaci, která se konala se dvěma učenými protestantskými kazateli za přítomnosti velkého shromáždění, se dochoval spis: „Colloquium seu disputatio P. Ferdinandi Kolowrat“ (Pragae 1618).
Ferdinand Vilém Libštejnský z Kolovrat zemřel 22. září 1639 v Praze.